# カトリック城山教会
カトリック城山教会（しろやまきょうかい）は長崎県長崎市にあるカトリック長崎大司教区の教会。聖アウグスチノ修道会日本本部がここにある。

## 教会の保護者
- 慰めの聖母[1]

## 沿革
- 1953年、聖アウグスチノ修道会が300年振りに日本における拠点として修道院を再建、付属教会として開設[2]。

- 1954年、小教区教会として独立。

- 1955年、慰めの聖母聖堂が建立。

- 2000年、新聖堂が建立[3]。

## 所在地
〒 852-8023 長崎県長崎市若草町6番5号

## 交通アクセス
- 長崎バス「若草町」バス停下車 徒歩5分